# Pedrera de sa Punta de sa Dent
La pedrera de Sa Punta de Sa Dent és una pedrera prehistòrica de cronologia incerta situada a la Punta de sa Dent, a la costa de la urbanització de Cala Pi, al municipi de Llucmajor, Mallorca.
Aquesta pedrera s'emprà bàsicament per obtenir moles de molí, com les descobertes en el proper Poblat talaiòtic de Capocorb Vell. S'hi han pogut documentar les distintes fases que se seguien per obtenir les moles.